# 福岡県道573号本加布里停車場線
福岡県道573号本加布里停車場線（ふくおかけんどう573ごう ほんかふりていしゃじょうせん）は、福岡県糸島市を通る一般県道である。

## 概要
糸島市本から糸島市神在東4丁目に至る。

### 路線データ
- 起点：福岡県糸島市本（本交差点、福岡県道・佐賀県道12号前原富士線交点）
- 終点：福岡県糸島市神在東4丁目（JR九州筑肥線 加布里駅前）

## 路線状況

### 重複区間
- 福岡県道572号波呂神在線（糸島市神在・加布里公民館前交差点 - 糸島市神在西3丁目・加布里駅入口交差点）

## 地理

### 通過する自治体
- 糸島市

### 交差する道路
| 交差する道路                         | 交差する場所 | 交差する場所         |
| ------------------------------------ | ------------ | -------------------- |
| 福岡県道・佐賀県道12号前原富士線     | 本           | 本交差点 / 起点      |
| 国道202号 E35 今宿道路               | 東           | 東交差点             |
| 福岡県道572号波呂神在線 重複区間起点 | 神在         | 加布里公民館前交差点 |
| 福岡県道572号波呂神在線 重複区間終点 | 神在西3丁目  | 加布里駅入口交差点   |

### 交差する鉄道
- 筑肥線

### 沿線
- 糸島市立加布里小学校
- JR九州筑肥線 加布里駅